# Cymbastela coralliophila
Cymbastela coralliophila är en svampdjursart som beskrevs av Hooper och Patricia R. Bergquist 1992. Cymbastela coralliophila ingår i släktet Cymbastela och familjen Axinellidae.
Artens utbredningsområde är havet kring Australien. Inga underarter finns listade i Catalogue of Life.